# Gau de Düsseldorf
El Gau de Düsseldorf (Gau Düsseldorf) va ser una divisió administrativa de l'Alemanya nazi de 1933 a 1945 a la província prussiana del Rin. Abans d'això, de 1930 a 1933, era la subdivisió regional del partit nazi en aquesta zona.
El sistema nazi de Gau (en plural Gaue) va ser establert originalment en una conferència del partit, el 22 de maig de 1926, per tal de millorar l'administració de l'estructura del partit. A partir de 1933, després de la presa de poder nazi, els Gaue va reemplaçar cada vegada més als estats alemanys com a subdivisions administratives a Alemanya.
Al capdavant de cada Gau es va situar un Gauleiter, una posició cada vegada més poderosa, especialment després de l'esclat de la Segona Guerra Mundial, amb poca interferència des de dalt. El Gauleiter local sovint ocupava càrrecs governamentals i de partit, i s'encarregava, entre altres coses, de la propaganda i la vigilància i, a partir de setembre de 1944, el Volkssturm i la defensa de la Gau.
Abans del 1930 la regió havia pertangut originalment al Gau de Renània del Nord i posteriorment al Gau del Ruhr abans de convertir-se en un Gau pròpiament.
La posició de Gauleiter a Düsseldorf va ser ocupada per Friedrich Karl Florian al llarg de la història de la Gau de 1930 a 1945. Florian va ser sentenciat a sis anys de presó després de la guerra a causa del seu rang en el Partit Nazi i alliberat el 1951. Va romandre un nazi convençut després de la guerra i va mantenir contacte amb antics associats de l'era nazi.

## Gauleiter
- 1930-1945: Friedrich Karl Florian